# Allison T56
El Allison T56 es un motor turbohélice militar de eje simple y diseño modular con un compresor de flujo axial de 14 etapas impulsado por una turbina de cuatro etapas, que entró en producción en 1954. Fue desarrollado originalmente por la compañía estadounidense Allison Engine Company, y actualmente es producido por Rolls-Royce, que adquirió Allison en 1995. La versión comercial es designada 501-D. Desde 1954 se han producido más de 18.000 unidades, acumulando en total más de 200 millones de horas de vuelo.

## Variantes

### Comerciales
- Serie I 
  - 501-D13,A, D, H
- Serie II 
  - 501-D22
  - 501-D36A (no certificado)
- Serie III
  - 501-D22A, C, G

### Militares
- Serie I
  - T56-A-9D, E
- Serie II
  - T56-A-7A, B
  - T56-A-10WA
- Serie III
  - T56-A-14, LFE
  - T56-A-15, LFE, GFE
  - T56-A-16
  - T56-A-425
- Serie III.V (3.5) - Una mejora del SIII más eficiente y fiable.
  - T56-A-14+, LFE
  - T56_A-15+, LFE
  - T56-A-16+
  - T56-A-425+
- Serie IV
  - T56-A-427
  - T56-A-427A - Para el northrop Grumman E-2 Advanced Hawkeye

## Aplicaciones

### Militares
Principales aplicaciones:
- Lockheed C-130A-H,R,T Hercules
- Lockheed P-3 Orion
- Northrop Grumman E-2 Hawkeye
- Northrop Grumman C-2 Greyhound
- ESI Perry I

### Civiles
Principales aplicaciones:
- Convair 580 y Convair 5800
- Lockheed L100 Hercules
- Lockheed L-188 Electra
- Aero Spacelines Super Guppy